# Robur Siena 2015-2016
Questa voce raccoglie le informazioni riguardanti la Robur Siena nelle competizioni ufficiali della stagione calcistica 2015-2016.

## Stagione
Nella stagione 2015-2016 il neopromosso Robur Siena partecipa al campionato di Lega Pro nel girone B, dopo una sola stagione tra i dilettanti. Il 2 dicembre si dimette l'allenatore Gianluca Atzori, che viene sostituito da Guido Carboni.
Nella Coppa Italia di Lega Pro la squadra si qualifica nella fase a gironi davanti a Lupa Roma e Prato, quindi supera nei sedicesimi l'Arezzo, negli ottavi l'Ancona, nei quarti il Teramo e raggiunte le semifinali, viene eliminata nel doppio confronto dal Foggia. In campionato la squadra bianconera si classifica al sesto posto in con 46 punti. Nel girone di andata raccoglie 26 punti, nel girone di ritorno ne ottiene 22 punti, nel torneo che promuove in Serie B Spal e Pisa.

## Divise e sponsor
Lo sponsor tecnico è Sportika, mentre non è presente alcuno sponsor di maglia. In questa stagione le maglie recano cucito sulla parte destra del petto lo scudetto di Serie D, conquistato dal Siena nella stagione precedente.
La prima maglia, analogamente alla stagione precedente, presenta un disegno inquartato bianco e nero, che riprende il motivo delle casacche della Società Studio e Divertimento (progenitrice della Robur Siena), mentre pantaloncini e calzettoni sono in tinta unita, a seconda dell'occasione, bianca o nera; la numerazione è di colore rosso e le scritte sono in bianco.
La seconda maglia è completamente rossa, con colletto nero e con una banda bianco-nera verticale sulla parte sinistra del torso; i pantaloncini sono rossi o bianchi, i calzettoni sono rossi e numeri e scritte sono bianchi.
La terza maglia è completamente nera con una doppia banda bianca verticale sulla parte sinistra del torso; i pantaloncini, i calzettoni, i numeri e le scritte sono bianchi.
Le divise dei portieri comprendono una casacca interamente gialla o verde (a seconda delle circostanze) con colletto nero, pantaloncini e calzettoni neri, numeri e scritte bianche o nere.
| Casa | Trasferta | Terza Divisa | Portiere 1 | Portiere 2 |

## Rosa
La rosa tratta dal sito ufficiale al 1º febbraio 2016.
| N. |                    | Ruolo | Calciatore        |
| -- | ------------------ | ----- | ----------------- |
|    | Italia (bandiera)  | P     | Alessandro Bacci  |
|    | Italia (bandiera)  | P     | Tommaso Biagiotti |
|    | Italia (bandiera)  | P     | Giacomo Bindi     |
|    | Italia (bandiera)  | P     | Lorenzo Montipò   |
|    | Senegal (bandiera) | D     | Moustapha Beye    |
|    | Italia (bandiera)  | D     | Andrea Boron      |
|    | Italia (bandiera)  | D     | Daniele Celiento  |
|    | Italia (bandiera)  | D     | Dario D'Ambrosio  |
|    | Italia (bandiera)  | D     | Daniele Ficagna   |
|    | Italia (bandiera)  | D     | Daniele Guglielmi |
|    | Italia (bandiera)  | D     | Roberto Masullo   |
|    | Italia (bandiera)  | D     | Lorenzo Paramatti |
|    | Italia (bandiera)  | D     | Daniele Portanova |
|    | Italia (bandiera)  | D     | Luigi Silvestri   |
|    | Italia (bandiera)  | C     | Stefano Avogadri  |
|    | Italia (bandiera)  | C     | Simone Bastoni    |
|    | Italia (bandiera)  | C     | Giuseppe Fella    |
|    | Italia (bandiera)  | C     | Salvatore Burrai  |

| N. |                       | Ruolo | Calciatore             |
| -- | --------------------- | ----- | ---------------------- |
|    | Italia (bandiera)     | C     | Giorgio La Vista       |
|    | Italia (bandiera)     | C     | Nadir Minotti          |
|    | Slovacchia (bandiera) | C     | Lukáš Opiela           |
|    | Italia (bandiera)     | C     | Eros Pellegrini        |
|    | Italia (bandiera)     | C     | Marco Piredda          |
|    | Brasile (bandiera)    | C     | Luiz Sacilotto         |
|    | Italia (bandiera)     | C     | Alberto Torelli        |
|    | Brasile (bandiera)    | C     | Vitor Saba             |
|    | Italia (bandiera)     | A     | Emiliano Bonazzoli     |
|    | Italia (bandiera)     | A     | Sasha Cori             |
|    | Italia (bandiera)     | A     | Gianmarco De Feo       |
|    | Italia (bandiera)     | A     | Eugenio Dinelli        |
|    | Italia (bandiera)     | A     | Alberto Libertazzi     |
|    | Italia (bandiera)     | A     | Salvatore Mastronunzio |
|    | Italia (bandiera)     | A     | Ettore Mendicino       |
|    | Italia (bandiera)     | A     | Antonio Rozzi          |
|    | Camerun (bandiera)    | A     | Franck Cedric          |
|    | Francia (bandiera)    | A     | Arthur Yamga           |

## Calciomercato

### Sessione estiva(dal 01/07 al 31/08)
| Acquisti | Acquisti               | Acquisti        | Acquisti              |
| R.       | Nome                   | da              | Modalità              |
| -------- | ---------------------- | --------------- | --------------------- |
| P        | Giacomo Bindi          | Catanzaro       | definitivo            |
| P        | Lorenzo Montipò        | Novara          | prestito              |
| D        | Andrea Boron           | Carpi           | prestito              |
| D        | Daniele Celiento       | Napoli          | prestito              |
| D        | Dario D'Ambrosio       | Monza           | definitivo            |
| D        | Daniele Ficagna        | Savona          | definitivo            |
| D        | Daniele Guglielmi      | Barletta        | definitivo            |
| D        | Roberto Masullo        | Teramo          | definitivo            |
| D        | Lorenzo Paramatti      | Bologna         | prestito              |
| D        | Luigi Silvestri        | Messina         | definitivo            |
| C        | Stefano Avogadri       | Ascoli          | definitivo (biennale) |
| C        | Simone Bastoni         | Spezia          | prestito              |
| C        | Salvatore Burrai       | Juve Stabia     | definitivo            |
| C        | Giorgio La Vista       | Atletico Piceno | definitivo            |
| C        | Lukáš Opiela           | Senica          | definitivo            |
| C        | Eros Pellegrini        | Pisa            | definitivo            |
| C        | Marco Piredda          | Cagliari        | prestito              |
| C        | Luís Gabriel Sacilotto | Lecce           | definitivo            |
| C        | Alberto Torelli        | Carpi           | prestito              |
| A        | Emiliano Bonazzoli     | Miami Fusion    | definitivo            |
| A        | Gianmarco De Feo       | Virtus Lanciano | prestito              |
| A        | Alberto Libertazzi     | Novara          | prestito              |
| A        | Ettore Mendicino       | Lazio           | definitivo            |
| A        | Arthur Yamga           | Chievo          | prestito              |

| Cessioni | Cessioni                | Cessioni              | Cessioni      |
| R.       | Nome                    | a                     | Modalità      |
| -------- | ----------------------- | --------------------- | ------------- |
| P        | Andrea Fontanelli       | -                     | -             |
| P        | Jacopo Viola            | -                     | svincolato    |
| D        | Lorenzo Giovannelli     | -                     | svincolato    |
| D        | Michael Varutti         | Rimini                | definitivo    |
| D        | Gianluca Nocentini      | Sangiovannese         | definitivo    |
| D        | Mattia Ceccuzzi         | -                     | -             |
| D        | Stefano Cason           | Atalanta              | fine prestito |
| D        | Francesco Mileto        | Juve Stabia           | fine prestito |
| D        | Lorenzo Collacchioni    | San Donato Tavarnelle | definitivo    |
| D        | Vinko Delic Pasaric     | -                     | -             |
| D        | Simone Mileto           | -                     | -             |
| C        | Niccolò Galasso         | Budoni                | definitivo    |
| C        | Filippo Cipriani        | -                     | svincolato    |
| C        | Gianluca Vianello       | -                     | -             |
| C        | Simone Vergassola       | -                     | ritiro        |
| C        | Nicolas Zane            | Delta Rovigo          | definitivo    |
| C        | Fabio Varricchio        | -                     | svincolato    |
| C        | Andrea Rascaroli        | Atalanta              | fine prestito |
| C        | Roberto Silvestri       | Empoli                | fine prestito |
| C        | Riccardo Riva           | -                     | svincolato    |
| C        | Yacouba Kadher Diomande | Civitanovese          | definitivo    |
| A        | Giovanni Mucci          | Colligiana            | definitivo    |
| A        | Stefano Santoni         | -                     | svincolato    |
| A        | Simone Minincleri       | -                     | -             |
| A        | Nicholas Redi           | Sinalunghese          | definitivo    |
| A        | Mario Titone            | -                     | svincolato    |
| A        | Carlo Bigoni            | OltrepoVoghera        | definitivo    |
| A        | Nicola Russo            | Taranto               | definitivo    |
| A        | Angelo Scalzone         | -                     | svincolato    |
| A        | Francesco Venuto        | -                     | -             |
| A        | Lorenzo Crocetti        | -                     | svincolato    |

### Fuori sessione
| Acquisti | Acquisti               | Acquisti   | Acquisti   |
| R.       | Nome                   | da         | Modalità   |
| -------- | ---------------------- | ---------- | ---------- |
| A        | Salvatore Mastronunzio | svincolato | definitivo |

| Cessioni | Cessioni | Cessioni | Cessioni |
| R.       | Nome     | a        | Modalità |
| -------- | -------- | -------- | -------- |

### Sessione invernale(dal 04/01 al 01/02)
| Acquisti | Acquisti                  | Acquisti       | Acquisti   |
| R.       | Nome                      | da             | Modalità   |
| -------- | ------------------------- | -------------- | ---------- |
| P        | Alessandro Bacci          | Fiorentina     | prestito   |
| D        | Mouhamadou Moustapha Beye | Novara         | prestito   |
| C        | Giuseppe Fella            | Bassano Virtus | definitivo |
| C        | Nadir Minotti             | Atalanta       | prestito   |
| C        | Vitor Saba                | Kallonī        | definitivo |
| A        | Sasha Cori                | Cesena         | prestito   |
| A        | Antonio Rozzi             | Lazio          | prestito   |
| A        | Cedric Tchoutou           | Roma           | prestito   |

| Cessioni | Cessioni               | Cessioni       | Cessioni      |
| R.       | Nome                   | a              | Modalità      |
| -------- | ---------------------- | -------------- | ------------- |
| P        | Giacomo Bindi          | -              | rescissione   |
| D        | Stefano Avogadri       | -              | rescissione   |
| D        | Dario D'Ambrosio       | Bassano Virtus | prestito      |
| D        | Daniele Guglielmi      | Frosinone      | prestito      |
| D        | Luigi Silvestri        | Melfi          | prestito      |
| C        | Marco Piredda          | Cagliari       | fine prestito |
| C        | Luís Gabriel Sacilotto | -              | svincolato    |
| A        | Emiliano Bonazzoli     | -              | rescissione   |
| A        | Alberto Libertazzi     | Novara         | fine prestito |
| A        | Ettore Mendicino       | Arezzo         | prestito      |

## Risultati

### Campionato di Lega Pro

#### Girone di andata
| Arbitro: | Mancini (Fermo) |

|             |           |           |
| Bastoni 50’ | Marcatori | 33’ Erpen |

| Pistoia 13 settembre 2015, ore 15:00 CEST 2ª giornata | Pistoiese                   | 0 – 0 referto | Siena | Stadio Marcello Melani (1.553 spett.)\| Arbitro: \| Valiante (Nocera Inferiore) \| |
| Arbitro:                                              | Valiante (Nocera Inferiore) |               |       |                                                                                    |

| Siena 19 settembre 2015, ore 20:30 CEST 3ª giornata | Siena               | 0 – 0 referto | Prato | Stadio Artemio Franchi (6.115 spett.)\| Arbitro: \| Fiorini (Frosinone) \| |
| Arbitro:                                            | Fiorini (Frosinone) |               |       |                                                                            |

| Lucca 26 settembre 2015, ore 20:30 CEST 4ª giornata | Lucchese                | 0 – 0 referto | Siena | Stadio Porta Elisa (1.830 spett.)\| Arbitro: \| Luciano (Lamezia Terme) \| |
| Arbitro:                                            | Luciano (Lamezia Terme) |               |       |                                                                            |

| Arbitro: | Chindemi (Viterbo) |

|                           |           |  |
| Bonazzoli 6’ Celiento 30’ | Marcatori |  |

| Arbitro: | Pillitteri (Palermo) |

|             |           |               |
| Guidone 13’ | Marcatori | 65’ Mendicino |

| Ferrara 17 ottobre 2015, ore 15:00 CEST 7ª giornata | SPAL            | 0 – 0 referto | Siena | Stadio Paolo Mazza (4.830 spett.)\| Arbitro: \| Amoroso (Paola) \| |
| Arbitro:                                            | Amoroso (Paola) |               |       |                                                                    |

| Arbitro: | Mainardi (Bergamo) |

|  |           |               |
|  | Marcatori | 90+3’ Orlando |

| Arbitro: | Mantelli (Brescia) |

|                              |           |                             |
| Cesaretti 32’ Scappini 90+4’ | Marcatori | 24’ Bonazzoli 52’ Mendicino |

| Arbitro: | Detta (Mantova) |

|                                    |           |  |
| Mendicino 19’ (rig.) Bonazzoli 31’ | Marcatori |  |

| Arbitro: | Piccinini (Forlì) |

|              |           |                              |
| Montella 56’ | Marcatori | 12’ Mastronunzio 76’ Bastoni |

| Arbitro: | Baroni (Firenze) |

|               |           |               |
| Sacilotto 45’ | Marcatori | 75’ Tremolada |

| Arbitro: | Massimi (Termoli) |

|                              |           |              |
| Di Paolantonio 22’ Caidi 57’ | Marcatori | 43’ La Vista |

| Arbitro: | De Tullio (Bari) |

|                                           |           |          |
| De Feo 24’ (rig.), 66’ (rig.) Bastoni 84’ | Marcatori | 54’ Piva |

| Arbitro: | Tardino (Milano) |

|  |           |                                            |
|  | Marcatori | 22’ Bonazzoli 26’ (rig.) Yamga 88’ Masullo |

| Arbitro: | Fourneau (Roma) |

|  |           |                                        |
|  | Marcatori | 7’, 90+2’ Tempesti 20’, 85’ Shekiladze |

| Arbitro: | Guccini (Albano Laziale) |

|  |           |                |
|  | Marcatori | 23’, 80’ Yamga |

#### Girone di ritorno
| Arbitro: | Cipriani (Empoli) |

|                                |           |  |
| Cais 52’ Gyasi 66’ Dettori 81’ | Marcatori |  |

| Arbitro: | Mei (Pesaro) |

|               |           |            |
| Mendicino 65’ | Marcatori | 13’ Rovini |

| Arbitro: | Sozza (Seregno) |

|  |           |          |
|  | Marcatori | 3’ Yamga |

| Arbitro: | Perotti (Legnano) |

|                     |           |            |
| Cori 52’ Cedric 84’ | Marcatori | 72’ Ashong |

| Arbitro: | Robilotta (Sala Consilina) |

|                   |           |  |
| Polidori 34’, 80’ | Marcatori |  |

| Arbitro: | Mastrodonato (Molfetta) |

|  |           |                  |
|  | Marcatori | 57’, 64’ Guidone |

| Siena 28 febbraio 2016, ore 15:00 CET 24ª giornata | Siena           | 0 – 0 referto | SPAL | Stadio Artemio Franchi (4.000 spett.)\| Arbitro: \| Morreale (Roma) \| |
| Arbitro:                                           | Morreale (Roma) |               |      |                                                                        |

| Arbitro: | Pillitteri (Palermo) |

|                                  |           |                              |
| Foglia 11’, 20’, 64’ Colombi 27’ | Marcatori | 54’ Minotti 85’ Mastronunzio |

| Arbitro: | Baroni (Firenze) |

|                              |           |  |
| Ficagna 15’ Mastronunzio 57’ | Marcatori |  |

| Arbitro: | Guarino (Caltanissetta) |

|                                      |           |  |
| Fofana 29’ Cristiano 34’ Tajarol 86’ | Marcatori |  |

| Siena 24 marzo 2016, ore 18:00 CET 28ª giornata | Siena            | 0 – 0 referto | Pisa | Stadio Artemio Franchi (937 spett.)\| Arbitro: \| Tardino (Milano) \| |
| Arbitro:                                        | Tardino (Milano) |               |      |                                                                       |

| Arbitro: | Detta (Mantova) |

|  |           |               |
|  | Marcatori | 82’ Portanova |

| Arbitro: | Miele (Torino) |

|                                      |           |                                  |
| La Vista 13’ De Feo 33’ Celiento 36’ | Marcatori | 52’ Moreo 85’ Cruciani 91’ Palma |

| Arbitro: | Zanonato (Vicenza) |

|                        |           |                                    |
| Sandomenico 73’ (rig.) | Marcatori | 8’ (rig.) Burrai 14’ E. Pellegrini |

| Siena 23 aprile 2016, ore 17:00 CEST 32ª giornata | Siena               | 0 – 0 referto | Savona | Stadio Artemio Franchi (3.426 spett.)\| Arbitro: \| Provesi (Treviglio) \| |
| Arbitro:                                          | Provesi (Treviglio) |               |        |                                                                            |

| Arbitro: | Valiante (Nocera Inferiore) |

|                                   |           |  |
| Tempesti 22’, 41’ A. Esposito 88’ | Marcatori |  |

| Arbitro: | Spinelli (Terni) |

|  |           |              |
|  | Marcatori | 4’ Casiraghi |

### Coppa Italia Lega Pro

#### Fase eliminatoria a gironi
| Squadra   | P.ti | G | V | N | P | GF | GS | DR |
| --------- | ---- | - | - | - | - | -- | -- | -- |
| Siena     | 4    | 2 | 1 | 1 | 0 | 3  | 2  | +1 |
| Lupa Roma | 3    | 2 | 1 | 0 | 1 | 5  | 4  | +1 |
| Prato     | 1    | 2 | 0 | 1 | 1 | 1  | 3  | -2 |

| Prato 14 agosto 2015, ore 20:30 CEST Girone E - 1ª giornata | Prato           | 0 – 0 referto | Siena | Stadio Lungobisenzio (457 spett.)\| Arbitro: \| Sozza (Seregno) \| |
| Arbitro:                                                    | Sozza (Seregno) |               |       |                                                                    |

| Arbitro: | Sassoli (Arezzo) |

|                                                 |           |                  |
| Burrai 2’ (rig.) Mendicino 71’ (rig.) Yamga 79’ | Marcatori | 14’, 47’ Tajarol |

#### Fase a eliminazione diretta
| Arbitro: | Mei (Pesaro) |

|  |           |               |
|  | Marcatori | 49’ Paramatti |

| Arbitro: | Zanonato (Vicenza) |

|                |           |                              |
| Di Mariano 22’ | Marcatori | 27’ Yamga 43’, 82’ Paramatti |

| Arbitro: | Mancini (Fermo) |

|           |           |  |
| Rozzi 71’ | Marcatori |  |

##### Semifinale
| Arbitro: | Di Ruberto (Nocera Inferiore) |

|                                                                    |           |                             |
| Fella 15’ De Feo 50’ Mastronunzio 63’ Njiki Tchoutou 70’ Yamga 78’ | Marcatori | 26’ Lauriola 90+1’ Floriano |

| Arbitro: | Amoroso (Paola) |

|                                                                 |           |                   |
| Iemmello 25’ (rig.), 82’, 90+4’ Chiricò 50’ Vacca 63’ Sarno 69’ | Marcatori | 80’ (rig.) Burrai |

## Statistiche
Aggiornate all'8 maggio 2016.

### Statistiche di squadra
| Competizione          | Punti | In casa | In casa | In casa | In casa | In casa | In casa | In trasferta | In trasferta | In trasferta | In trasferta | In trasferta | In trasferta | Totale | Totale | Totale | Totale | Totale | Totale | DR |
| Competizione          | Punti | G       | V       | N       | P       | Gf      | Gs      | G            | V            | N            | P            | Gf           | Gs           | G      | V      | N      | P      | Gf     | Gs     | DR |
| --------------------- | ----- | ------- | ------- | ------- | ------- | ------- | ------- | ------------ | ------------ | ------------ | ------------ | ------------ | ------------ | ------ | ------ | ------ | ------ | ------ | ------ | -- |
| Lega Pro (girone B)   | 46    | 17      | 5       | 8       | 4       | 17      | 16      | 17           | 6            | 5            | 6            | 17           | 22           | 34     | 11     | 13     | 10     | 34     | 38     | -4 |
| Coppa Italia Lega Pro |       | 3       | 3       | 0       | 0       | 9       | 4       | 4            | 2            | 1            | 1            | 5            | 7            | 7      | 5      | 1      | 1      | 14     | 11     | +3 |
| Totale                |       | 20      | 8       | 8       | 4       | 26      | 20      | 21           | 8            | 6            | 7            | 22           | 29           | 41     | 16     | 14     | 11     | 48     | 49     | -1 |

### Andamento in campionato
| Giornata  | 1 | 2 | 3 | 4  | 5 | 6 | 7 | 8 | 9  | 10 | 11 | 12 | 13 | 14 | 15 | 16 | 17 | 18 | 19 | 20 | 21 | 22 | 23 | 24 | 25 | 26 | 27 | 28 | 29 | 30 | 31 | 32 | 33 | 34 |
| --------- | - | - | - | -- | - | - | - | - | -- | -- | -- | -- | -- | -- | -- | -- | -- | -- | -- | -- | -- | -- | -- | -- | -- | -- | -- | -- | -- | -- | -- | -- | -- | -- |
| Luogo     | C | T | C | T  | C | T | T | C | T  | C  | T  | C  | T  | C  | T  | C  | T  | T  | C  | T  | C  | T  | C  | C  | T  | C  | T  | C  | T  | C  | T  | C  | T  | C  |
| Risultato | N | N | N | N  | V | N | N | P | N  | V  | V  | N  | P  | V  | V  | P  | V  | P  | N  | V  | V  | P  | P  | N  | P  | V  | P  | N  | V  | N  | V  | N  | P  | P  |
| Posizione | 7 | 9 | 9 | 11 | 5 | 6 | 7 | 9 | 12 | 7  | 7  | 7  | 8  | 6  | 5  | 8  | 6  | 7  | 7  | 6  | 6  | 6  | 6  | 7  | 7  | 6  | 6  | 7  | 7  | 7  | 6  | 6  | 6  | 6  |

Fonte:  GIRONE B STATISTICA, su lega-pro.com.
Legenda:

Luogo: C = Casa; T = Trasferta. Risultato: V = Vittoria; N = Pareggio; P = Sconfitta.

### Statistiche dei giocatori
In corsivo i giocatori ceduti a stagione in corso.
| Giocatore       | Lega Pro | Lega Pro | Lega Pro    | Lega Pro   | Coppa Italia Lega Pro | Coppa Italia Lega Pro | Coppa Italia Lega Pro | Coppa Italia Lega Pro | Totale   | Totale | Totale      | Totale     |
| Giocatore       | Presenze | Reti     | Ammonizioni | Espulsioni | Presenze              | Reti                  | Ammonizioni           | Espulsioni            | Presenze | Reti   | Ammonizioni | Espulsioni |
| --------------- | -------- | -------- | ----------- | ---------- | --------------------- | --------------------- | --------------------- | --------------------- | -------- | ------ | ----------- | ---------- |
| A. Bacci        | 1        | -3       | 0           | 0          | 3                     | -8                    | 0                     | 0                     | 4        | -11    | 0           | 0          |
| T. Biagiotti    | -        | -        | -           | -          | -                     | -                     | -                     | -                     | -        | -      | -           | -          |
| G. Bindi        | 1        | -1       | 0           | 0          | 1                     | -0                    | 0                     | 0                     | 2        | -1     | 0           | 0          |
| L. Montipò      | 32       | -34      | 2           | 0          | 3                     | -3                    | 0                     | 0                     | 35       | -37    | 2           | 0          |
| M.M. Beye       | 9        | 0        | 2           | 0          | 3                     | 0                     | 1                     | 0                     | 12       | 0      | 3           | 0          |
| A. Boron        | 16       | 0        | 1           | 2          | 4                     | 0                     | 0                     | 0                     | 20       | 0      | 1           | 2          |
| D. Celiento     | 28       | 2        | 7           | 2          | 4                     | 0                     | 1                     | 0                     | 32       | 2      | 8           | 2          |
| A. D'Ambrosio   | 12       | 0        | 5           | 0          | 0                     | 0                     | 0                     | 0                     | 12       | 0      | 5           | 0          |
| D. Ficagna      | 5        | 1        | 1           | 0          | 5                     | 0                     | 2                     | 0                     | 10       | 1      | 3           | 0          |
| D. Guglielmi    | 0        | 0        | 0           | 0          | 0                     | 0                     | 0                     | 0                     | 0        | 0      | 0           | 0          |
| R. Masullo      | 24       | 1        | 8           | 1          | 6                     | 0                     | 0                     | 0                     | 30       | 1      | 8           | 1          |
| L. Paramatti    | 15       | 0        | 4           | 0          | 5                     | 3                     | 2                     | 0                     | 20       | 3      | 6           | 0          |
| D. Portanova    | 27       | 1        | 8           | 0          | 3                     | 0                     | 1                     | 0                     | 30       | 1      | 9           | 0          |
| L. Silvestri    | 6        | 0        | 2           | 0          | 3                     | 0                     | 0                     | 0                     | 9        | 0      | 2           | 0          |
| S. Avogadri     | 15       | 0        | 3           | 0          | 1                     | 0                     | 0                     | 0                     | 16       | 0      | 3           | 0          |
| S. Bastoni      | 19       | 3        | 4           | 0          | 4                     | 0                     | 1                     | 0                     | 23       | 3      | 5           | 0          |
| S. Burrai       | 23       | 1        | 6           | 1          | 5                     | 2                     | 3                     | 0                     | 28       | 3      | 9           | 1          |
| G. Fella        | 8        | 0        | 4           | 0          | 2                     | 1                     | 1                     | 0                     | 10       | 1      | 5           | 0          |
| G. La Vista     | 22       | 2        | 5           | 0          | 2                     | 0                     | 1                     | 0                     | 24       | 2      | 6           | 0          |
| N. Minotti      | 13       | 1        | 3           | 0          | 2                     | 0                     | 0                     | 0                     | 15       | 1      | 3           | 0          |
| L. Opiela       | 21       | 0        | 6           | 0          | 5                     | 0                     | 1                     | 0                     | 26       | 0      | 7           | 0          |
| E. Pellegrini   | 13       | 1        | 2           | 0          | 3                     | 0                     | 0                     | 0                     | 16       | 1      | 2           | 0          |
| M. Piredda      | 9        | 0        | 4           | 0          | 4                     | 0                     | 0                     | 0                     | 13       | 0      | 4           | 0          |
| L.G. Sacilotto  | 13       | 1        | 6           | 0          | -                     | -                     | -                     | -                     | 13       | 1      | 6           | 0          |
| A. Torelli      | 14       | 0        | 4           | 0          | 4                     | 0                     | 0                     | 0                     | 18       | 0      | 4           | 0          |
| Vitor Saba      | 5        | 0        | 0           | 0          | 1                     | 0                     | 0                     | 0                     | 6        | 0      | 0           | 0          |
| E. Bonazzoli    | 14       | 4        | 1           | 0          | 1                     | 0                     | 0                     | 0                     | 15       | 4      | 1           | 0          |
| S. Cori         | 12       | 1        | 3           | 0          | 2                     | 0                     | 0                     | 0                     | 14       | 1      | 3           | 0          |
| G. De Feo       | 18       | 3        | 1           | 1          | 5                     | 1                     | 0                     | 0                     | 23       | 4      | 1           | 1          |
| E. Dinelli      | 0        | 0        | 0           | 0          | 0                     | 0                     | 0                     | 0                     | 0        | 0      | 0           | 0          |
| A. Libertazzi   | 7        | 0        | 1           | 0          | 2                     | 0                     | 0                     | 0                     | 9        | 0      | 1           | 0          |
| S. Mastronunzio | 14       | 3        | 1           | 0          | 3                     | 1                     | 1                     | 0                     | 17       | 4      | 2           | 0          |
| E. Mendicino    | 17       | 4        | 2           | 0          | 3                     | 1                     | 1                     | 0                     | 20       | 5      | 3           | 0          |
| A. Rozzi        | 11       | 0        | 0           | 0          | 1                     | 1                     | 0                     | 0                     | 12       | 1      | 0           | 0          |
| C. Tchoutou     | 6        | 1        | 1           | 0          | 2                     | 1                     | 0                     | 0                     | 8        | 2      | 1           | 0          |
| A. Yamga        | 25       | 4        | 3           | 0          | 5                     | 3                     | 0                     | 0                     | 30       | 7      | 3           | 0          |